# Regiões administrativas da Nova Caledônia
Nova Caledônia é dividida em três províncias:
- Província do Sul (province Sud = sul da ilha). Capital provincial: Numeá. População: 203 144 habitantes (2019).[1]

- Província do Norte (province Nord = norte da ilha). Capital provincial: Koné. População: 49 910 habitantes (2019).[1]

- Província das Ilhas Lealdade (province des îles Loyauté). Capital provincial: Lifou. População: 18 353 habitantes (2019).[1]

Nova Caledônia está dividida em 33 municípios. A comuna Poya, está dividida entre duas províncias. A metade norte da Nátali, com a principal povoação e a maioria da população, faz parte da província do Norte, enquanto a metade sul da comuna, com apenas 127 habitantes em 2009, faz parte da província do Sul.